# Julie Dibens
Julie Dibens (Salisbury, 4 maart 1973), bijgenaamd Dibs, is een professioneel Brits triatlete en duatlete uit Bath. Ze vertegenwoordigde Groot-Brittannië op verschillende grote internationale triatlonwedstrijden. Ze werd tweemaal wereldkampioene XTerra en eenmaal wereldkampioene triatlon Ironman 70.3. Ook nam ze eenmaal deel aan de Olympische Spelen, maar won bij die gelegenheid geen medaille.
Dibens doet triatlons sinds 1998. Haar beste prestatie boekte ze in 2000 met het winnen van een bronzen medaille op het EK olympische afstand in Stein. Met een tijd van 2:08.54 eindigde ze achter de Belgische Kathleen Smet (goud; 2:06.48) en de Zwitserse Magali Messmer (zilver; 2:07.23).
In 2004 stond de triatlon voor het eerst op het olympische programma. Op de Olympische Zomerspelen van Athene eindigde ze als 30e met een tijd van 2:11.46,01. Hierna stapte ze met succes over op de langere triatlonafstanden. In 2009 werd ze wereldkampioene op de Ironman 70.3 Haar finishtijd van 3:59.33 was de snelste tijd die ooit door een vrouw gerealiseerd werd op de Ironman 70.3. Ook werd ze in 2007 en 2008 wereldkampioene op de XTerra.
In Nederland is ze geen onbekende. Zo won ze er de triatlon van Holten en de triatlon van Zundert.

## Titels
- Wereldkampioene Ironman 70.3 - 2009
- Wereldkampioene XTerra - 2007, 2008
- Wereldkampioene triatlon voor amateurs - 1998
- Amateur triatlete van het jaar - 1998

## Palmares

### duatlon
- 2007:  duatlon van Lanzarote

### triatlon
- 1998:  WK voor amateurs in Lausanne
- 1998: 8e Britse kampioenschappen
- 1999: 5e ITU wereldbekerwedstrijd in Lausanne
- 1999: 26e EK olympische afstand in Funchal
- 2000:  EK olympische afstand in Stein - 2:08.54
- 2002: 13e ITU wereldbekerwedstrijd in Nice
- 2002: 13e ITU wereldbekerwedstrijd in Lausanne
- 2002: 11e EK olympische afstand in Győr - 2:01.09
- 2002: DNF WK olympische afstand in Cancún
- 2002: 11e Gemenebestspelen in Manchester
- 2002:  Britse kampioenschappen
- 2003:  triatlon van Holten
- 2003:  triatlon van Zundert
- 2003: 35e ITU wereldbekerwedstrijd in Athene
- 2003: 22e ITU wereldbekerwedstrijd in Funchal
- 2003: 33e ITU wereldbekerwedstrijd in Nice
- 2003: DNF ITU wereldbekerwedstrijd in Hamburg
- 2003: DNF ITU wereldbekerwedstrijd in Salford
- 2003: 16e ITU wereldbekerwedstrijd in St. Anthony's
- 2003: 5e EK olympische afstand in Karlovy Vary - 2:11.12
- 2004: DNF ITU wereldbekerwedstrijd in Salford
- 2004: 12e ITU wereldbekerwedstrijd in Ishigaki
- 2004: 8e EK olympische afstand in Valencia - 1:59.16
- 2004: 8e WK olympische afstand in Funchal - 1:54.06
- 2004: 30e Olympische Spelen van Athene -2:11.46,01
- 2006:  XTerra Frankrijk
- 2006:  triatlon van Lanzarote
- 2007:  Los Angeles Triathlon - 2:03.33
- 2007:  WK XTerra - 3:01.24
- 2008:  Ironman 70.3 Switzerland -
- 2008:  Ironman UK
- 2008:  London Triathlon - 1:59.03
- 2008:  Austria Xterra Championship - 2:52.21
- 2008:  WK XTerra - 3:03.57
- 2009:  5430 Long Course Triathlon in Boulder - onbekende tijd
- 2009:  Ironman 70.3 UK - onbekende tijd
- 2009:  WK XTerra - 2:56.42
- 2009:  WK Ironman 70.3 - 3:59.33
- 2010:  Abu Dhabi International Triathlon - 7:08.25
- 2010:  Wildflower Triathlon - 4:27.53
- 2010:  Revolution3 in Knoxville - onbekende tijd
- 2010:  Ironman 70.3 in Boise - 4:25.14
- 2010:  Ironman 70.3 in Boulder - 4:19.46
- 2010:  Ironman Hawaï - 9:10.04
- 2010:  WK XTerra - 2:59.32
- 2010: 8e WK Ironman 70.3 - 4:20.55
- 2011:  Abu Dhabi International Triathlon - 7:14.23
- 2011:  Ironman 70.3 New Orleans - 3:40.15
- 2011:  Revolution3 Knoxville - 2:04.09
- 2011:  Ironman Coeur d’Alene - 9:16.40
- 2011: DNF Ironman Hawaï